# Penitenciarul Focșani
Penitenciarul Focșani este o unitate de detenție din Focșani, județul Vrancea, România. Directorul actual al penitenciarului este comisarul penitenciare Dan-Gheorghe Brehuescu.

## Istoric
Prin ordinul Ministrului de Interne de la data de 8 mai 1975, secția Penitenciarului Brăila, numită secția Mândrești, a căpătat statut de penitenciar de categoria I. Penitenciarul avea un efectiv de 300-400 de deținuți, închiși pentru pedepse cu închisoarea de sub 5 ani.
La date de 31 iulie 1975, ca urmare a Decretul Prezidențial nr. 202, Penitenciarul Mândrești a fost desființat, deținuții fiind transportați la Penitenciarul Galați, iar la 1 octombrie 1981, penitenciarul a fost reînființat, sub numele de Penitenciarul Focșani. 
Acesta a fost înființat datorită numeroaselor nelegiuiri făcute de către vrânceni, astfel președintele județului cere înființarea Penitenciarului Mândrești. Se aprobă proiectul în anul 1970, 5 ani mai târziu penitenciarul primește primii deținuți a căror pedeapsă se încadrează sub 5 ani maxim. Mândreștiul pe acea vreme era aproape nelocuit și era ținta pescarilor datorită celor două bălți din Moldova. Încetul cu încetul satul Mândrești prinde formă și contur în anul 1984 fiind numit Cartier al Orașului Focșani. Penitenciarul Focșani este unicul în Județ.